# 高橋靖
高橋 靖（たかはし やすし、1965年（昭和40年）6月17日 - ）は、日本の政治家。茨城県水戸市長（4期）。元茨城県議会議員（2期）、元水戸市議会議員（3期）。

## 来歴
茨城県東茨城郡常澄村（現・水戸市塩崎町）に生まれる。常澄村立下大野小学校（現・水戸市立下大野小学校）、常澄村立常澄中学校（現・水戸市立常澄中学校）、茨城県立緑岡高等学校、日本大学法学部新聞学科卒業。明治大学大学院政治経済学研究科修士課程修了。
衆議院議員鳩山邦夫の秘書をつとめた。その後水戸市議会議員に出馬。市議は3期つとめる。2005年（平成17年）9月11日執行の茨城県議会議員補欠選挙の水戸市選挙区に自由民主党公認で出馬、無投票で当選を果たす。2006年（平成18年）12月10日執行の県議選で2期目の当選。
2011年（平成23年）、東日本大震災の影響で5週間延期された水戸市長選挙（5月29日執行）に自民党の推薦を受けて出馬。元市議の野村眞実、元市議の川崎篤之ら3候補を破り初当選を果たした。
2015年（平成27年）4月26日、元県議の大内久美子（共産党推薦）を破り、再選。
2019年（平成31年）4月21日、弁護士の谷萩陽一を破り、3選。
2023年（令和5年）4月23日、新人の大内久美子（共産党推薦）を再び破り、4選。

## 市政
- 任期1期目の2011年（平成23年）8月から、月額給与について20％削減を続けている[5]。
- 2020年（令和2年）5月20日、新型コロナウイルス対策費に充てるため、自身の6月期末手当（ボーナス）を全額カットすると発表した[5]。